# Ernst Portner
Ernst Portner (* 24. Mai 1925 in Hindenburg; † 27. Oktober 2010) war ein deutscher Historiker.
Portner wurde nach einem Studium der Geschichtswissenschaft 1958 an der Universität Bonn promoviert. Er habilitierte sich in Bonn 1969. 1972 wurde er zum Dozenten und außerplanmäßigen Professor ernannt. 1980 wurde er ordentlicher Professor in Bonn.
Portners Forschungsschwerpunkt war die Geschichte des Liberalismus im 19. und 20. Jahrhundert.

## Schriften (Auswahl)
- Die Verfassungspolitik der Liberalen 1919. Ein Beitrag zur Deutung der Weimarer Reichsverfassung (= Bonner historische Forschungen. Bd. 39). Röhrscheid, Bonn 1973 (zugleich: Habil.-Schrift, Universität Bonn).[1]
- Koch-Wesers Verfassungsentwurf. Ein Beitrag zur Ideengeschichte der deutschen Emigration. In: Vierteljahrshefte für Zeitgeschichte 14 (1966), Heft 3, S. 280–298.
- Die Einigung Italiens im Urteil liberaler deutscher Zeitgenossen. Studie zur inneren Geschichte des kleindeutschen Liberalismus (= Bonner historische Forschungen. Bd. 13). Röhrscheid, Bonn 1959 (zugleich: Dissertation, Universität Bonn).